# 甲武信岳
甲武信岳（日语：／ kobushigatake (kobushidake)）是位於日本，橫跨山梨縣、長野縣、埼玉縣三縣，高2,475m的山，位在奧秩父山塊的主脈中央地區。
雖然因跨甲斐國（山梨縣）、武藏國（埼玉縣）、信濃國（長野縣）而得名的說法相當有名，但也有山形像是拳頭而得名的說法（日文中拳的訓讀為 kobushi）。為千曲川（進入新潟縣後即為信濃川）、荒川、笛吹川（與釜無川合流為富士川）等河川的水源地。山頂沒有三角點。另外，鄰近的三寶山的標高略高於此山。為日本百名山之一。在山頂可以看到日本百名山中的43座。

## 鄰近的山
- 十文字峠
- 三寶山
- 木賊山
- 西破風山